# Jean Lepautre
Pour les articles homonymes, voir Lepautre.
Jean Lepautre (parfois Le Pautre ou Le Paultre), né à Paris en 1618 et mort à Paris le 2 février 1682, est un dessinateur et graveur français.

## Biographie
Il est le frère aîné d’Antoine (1621-1679 ou 1691), architecte, et le père de Jacques (?-1684) et Pierre (1648 ou 1652-1716).
En 1640, il effectue avec son maître, chez qui il se forme, Adam Philippon, « menuisier et ingénieur du roi », un voyage à Rome pour étudier sur place les monuments antiques.
Il effectue sa première gravure en 1643. Il sera le principal graveur du recueil que Philippon publia en 1645 : Curieuses Recherches de plusieurs beaux morceaux d'ornements antiques et modernes tant dans la ville de Rome que autres lieux d'Italie.
Il s'adonna à la gravure et durant sa longue carrière produisit près de quinze cents planches à l'eau-forte et au burin, des décorations architecturales, frises, plafonds, vases et ornements de toutes sortes.